# Andreas Niederquell
Andreas Niederquell (* 18. November 1988 in der Sowjetunion) ist ein deutscher Fußballspieler. Seit Sommer 2016 steht der Mittelfeldspieler im Aufgebot des SVG Burgkirchen.

## Laufbahn
Niederquell begann beim SV Gendorf mit dem Fußballspielen. 2004 wechselte er in die Jugendabteilung des SV Wacker Burghausen. Am 7. April 2007 gab er sein Debüt im Herrenbereich, als er beim Bayernliga-Auswärtsspiel der zweiten Burghauser Mannschaft in Bamberg eingewechselt wurde. Sein erstes Spiel für die erste Mannschaft bestritt er am 15. September 2007 beim FSV Frankfurt. Dieses Spiel, in dem er mit Gelb-Rot des Feldes verwiesen wurde, blieb sein einziger Auftritt in der Regionalligamannschaft des SV Wacker, er spielte anschließend mit der zweiten Mannschaft in der Landesliga Süd. 2009 rückte er in den Profikader der Burghauser auf, die seit 2008 in der 3. Liga spielten. Am 25. Juli 2009 gab er dort sein Debüt im Profifußball, als er beim Heimspiel zum Saisonauftakt gegen die zweite Mannschaft von Borussia Dortmund über die volle Länge auf dem Platz stand. Im Lauf der Saison wurde er noch 16 weitere Male aufgestellt, davon spielte er aber nur ein einziges Mal durch. Dazu kam er auf einen Einsatz im DFB-Pokal. Am Saisonende verlängerte Wacker Burghausen den Vertrag nicht mehr, er war ab 1. Juli 2010 ohne Verein. Am 31. August 2010, kurz vor Ende der Transferperiode, verpflichtete ihn der oberbayerische Bezirksoberligist TSV Ampfing. Nach einer Spielzeit kehrte er nach Burghausen zurück, wo er Stammspieler in der zweiten Mannschaft in der Landesliga war. Im Jahr 2012 gelang ihm mit seinem Team die Qualifikation zur Bayernliga. Dort schloss er die Saison 2012/13 auf dem zweiten Platz ab, seine Mannschaft war jedoch nicht aufstiegsberechtigt. Er wechselte im Sommer 2013 zum FC Töging in die Bezirksliga und spielte in der Spielzeit 2014/15 ein letztes Mal in der Landesliga. Seit Sommer 2016 ist er für den SVG Burgkirchen in der Kreisklasse Inn-Salzach aktiv.